# Chester Mason
Chester Mason, né le 25 avril 1981, à Cleveland, en Ohio, est un ancien joueur américain de basket-ball. Il évolue au poste d'arrière.

## Palmarès
- MVP de la ligue adriatique 2010
- First Team MAC 2005